# Imperial Bedroom
Albums de Elvis Costello
Almost Blue
(1981) Punch the Clock
(1983)
Imperial Bedroom (1982) est un album d'Elvis Costello and the Attractions. C'est le deuxième album de Costello, après Almost Blue, à ne pas être produit par Nick Lowe, la production étant prise en charge par l'ancien ingénieur du son des Beatles, Geoff Emerick. "Je voulais essayer quelques trucs en studio qui auraient selon moi épuisé rapidement la patience de Lowe", déclare Costello dans le manuel de la réédition Rykodisc.
"Imperial Bedroom" était aussi la chanson titre prévue de l'album, mais elle a finalement été enlevée au montage final, et n'est disponible que dans les rééditions en tant que piste supplémentaire.
La peinture qui constitue la couverture de l'album, intitulée "Snakecharmer & Reclining Octopus", de Barney Bubbles (créditée cependant à "Sal Forlenza") est un pastiche des "Trois Musiciens" de Pablo Picasso, et les lettres sur la créature en forme de fermeture-éclair en haut à droite forment les mots « PABLO SI ».
Sur la pochette de l'album, le titre est disposé selon un graphisme particulier où les deux mots sont imbriqués, l'un en majuscules noires, l'autre en minuscules bleues, pour ne former visuellement qu'un seul mot incompréhensible qui a parfois été pris pour le vrai titre de l'album : « IbMePdErRoIoAmL ».

## Historique
En plus d'être le premier album contenant des morceaux originaux non produits par Lowe, c'est aussi le premier album dont les morceaux n'avaient jamais été joués en live avant la sortie de l'album. De fait, l'écriture et les arrangements des chansons ont été effectués pendant les douze semaines d'enregistrement aux AIR Studios. Il a été enregistré en même temps que l'album Tug of War de Paul McCartney, sur lequel Emerick a été simultanément ingénieur du son.
Contrairement aux deux albums précédent, Costello n'a pas essayé d'arranger ou de produire les morceaux dans un style particulier. Au lieu de cela, ils couvrirent une grande variété de styles et inclurent dans l'album des chansons écrites à la fin des sessions de Trust, durant la production de East Side Story de Squeeze, et pendant "l'excursion à Nashville" d'Almost Blue.
Après l'enregistrement original, l'album ressemblait beaucoup à Trust, mais aucune de ses versions n'atteignirent le montage final, à l'exception de l'intro et de la conclusion de "Man Out of Time". Au lieu de cela, le groupe expérimenta dans le choix de divers instruments, y compris l'inclusion d'un orchestre de 40 personnes sur le morceau "...And in Every Home". Costello tenta également de varier ses performances au chant, comme le montrent les différentes pistes vocales sur "Pidgin English". Beaucoup de ses ajouts en studio durent être enlevés pour les performances en concert.
Malgré certains sujets abordés dans les paroles, Costello essaya de s'arranger pour que ça soit son album le plus optimiste à l'époque.

## Réception
L'album fut voté album de l'année durant le sondage Pazz & Jop du journal The Village Voice. En 1998, les lecteurs du Q magazine le placèrent à la quatre-vingt-seizième place de leur liste des Meilleurs Albums de tous les temps. En 1989, le journal Rolling Stone le plaça à la trente-huitième place de leur liste des 100 Meilleurs Albums des années 1980. En 2003, le journal le plaça à la cent soixante-sixième place de leur liste des 500 Meilleurs Albums de tous les temps. L'album atteignit la sixième place dans les charts anglais, et la trentième place dans les charts américains, mais aucun des singles n'entra dans les charts.

## Liste des pistes

### Album d'origine
| No  | Titre                | Auteur                             | Durée |
| --- | -------------------- | ---------------------------------- | ----- |
| 1.  | Beyond Belief        | Elvis Costello                     | 2:34  |
| 2.  | Tears Before Bedtime | Costello                           | 3:02  |
| 3.  | Shabby Doll          | Costello                           | 4:48  |
| 4.  | The Long Honeymoon   | Costello                           | 4:15  |
| 5.  | Man Out of Time      | Costello                           | 5:26  |
| 6.  | Almost Blue          | Costello                           | 2:50  |
| 7.  | ...And in Every Home | Costello                           | 3:23  |
| 8.  | The Loved Ones       | Costello                           | 2:48  |
| 9.  | Human Hands          | Costello                           | 2:43  |
| 10. | Kid About It         | Costello                           | 2:45  |
| 11. | Little Savage        | Costello                           | 2:37  |
| 12. | Boy with a Problem   | Costello / Chris Difford, Costello | 2:12  |
| 13. | Pidgin English       | Costello                           | 3:58  |
| 14. | You Little Fool      | Costello                           | 3:11  |
| 15. | Town Cryer           | Costello                           | 4:16  |

- Sur l'album d'origine, les sept premières chansons constituaient la face A, les huit suivantes la face B.

### Pistes supplémentaires (réédition Rykodisc de 1994)
| No  | Titre                                                                           | Auteur                     | Durée |
| --- | ------------------------------------------------------------------------------- | -------------------------- | ----- |
| 16. | From Head to Toe produit par Elvis Costello                                     | Smokey Robinson            | 2:34  |
| 17. | The World of Broken Hearts produit par Elvis Costello                           | Mort Shuman, Doc Pomus     | 3:01  |
| 18. | Night Time produit par Elvis Costello                                           | Patrick Chambers           | 2:52  |
| 19. | Really Mystified produit par Elvis Costello                                     | Tony Crane, John Gustafson | 2:03  |
| 20. | I Turn Around produit par Elvis Costello                                        |                            | 2:09  |
| 21. | Seconds of Pleasure (Version 2 de The Invisible Man) produit par Elvis Costello |                            | 3:43  |
| 22. | The Stamping Ground produit par Elvis Costello                                  | 3:09                       |       |
| 23. | Shabby Doll (Première version) produit par Elvis Costello                       |                            | 4:18  |
| 24. | Imperial Bedroom produit par Elvis Costello                                     |                            | 2:47  |

- Cette réédition place toutes les pistes, y compris les pistes bonus sur un seul CD.

### Pistes supplémentaires (réédition Rhino Records de 2002)
| No  | Titre                                                         | Auteur           | Durée |
| --- | ------------------------------------------------------------- | ---------------- | ----- |
| 16. | The Land of Give and Take (Première version de Beyond Belief) |                  | 3:05  |
| 17. | Tears Before Bedtime (Alternate version)                      |                  | 3:03  |
| 18. | Man Out of Time (Alternate version)                           |                  | 3:43  |
| 19. | Human Hands (Première version)                                |                  | 2:44  |
| 20. | Kid About It (Alternate version)                              |                  | 3:18  |
| 21. | Little Savage (Alternate version)                             |                  | 3:07  |
| 22. | You Little Fool (Alternate version)                           |                  | 2:59  |
| 23. | Town Cryer (Version rapide)                                   |                  | 2:15  |
| 24. | Little Goody Two Shoes (Alternate version)                    |                  | 3:10  |
| 25. | The Town Where Time Stood Still (Alternate version)           |                  | 2:57  |
| 26. | ...And in Every Home (Répétition)                             |                  | 3:12  |
| 27. | I Turn Around                                                 |                  | 2:09  |
| 28. | From Head to Toe                                              | Robinson         | 2:34  |
| 29. | The World of Broken Hearts                                    | Shuman, Pomus    | 3:01  |
| 30. | Night Time                                                    | Chambers         | 2:52  |
| 31. | Really Mystified                                              | Crane, Gustafson | 2:03  |
| 32. | The Stamping Ground                                           |                  | 3:09  |
| 33. | Shabby Doll (Demo)                                            |                  | 4:18  |
| 34. | Man Out of Time (Demo)                                        |                  | 3:27  |
| 35. | You Little Fool (Demo)                                        |                  | 3:11  |
| 36. | Town Cryer (Demo)                                             |                  | 3:03  |
| 37. | Seconds of Pleasure (Demo)                                    |                  | 3:19  |
| 38. | Imperial Bedroom                                              |                  | 2:47  |

- Cette réédition place l'album original et l'intégralité des pistes bonus sur deux disques séparés.

## Personnel
- Elvis Costello - Chant; Guitare; Piano
- Steve Nieve - Piano; Orgue électronique; Orchestrations
- Bruce Thomas - Guitare basse
- Pete Thomas - Batterie